# Atelognathus salai
Atelognathus salai är en groddjursart som beskrevs av José Miguel Cei 1984. Atelognathus salai ingår i släktet Atelognathus och familjen Ceratophryidae. IUCN kategoriserar arten globalt som sårbar. Inga underarter finns listade.